# Васил Пундев
Васил Маринов Пундев е български публицист, литературен историк и критик, масон, революционер, деец на Вътрешната македонска революционна организация.

## Биография

### Произход и младежки години
Васил Пундев е роден на 8 септември 1892 година в Дупница в семейството на Александра Пундева и Марин Пундев, виден педагог, четири години директор на Солунската българска девическа гимназия, активен участник в дейността на ВМОРО. Родът на баща му е от Голямо Конаре, Пловдивско, но се изселва в Бесарабия. Учи във Втора мъжка гимназия в София, а поради проблеми с учители до 7 клас сменя няколко гимназии в града, като завършва Трета. След това се записва да учи славянска филология в Софийския университет.
В 1912 година, дни след като се оженва за Христина Чобанска, Васил Пундев става четник на Васил Чекаларов, но поради физическа неиздръжливост е изпратен обратно в София. При избухването на Балканската война е доброволец в Македоно-одринското опълчение и служи в Инженерно-техническата част на МОО, в 1 дебърска дружина и в 1 рота на 5 одринска дружина. С частта си участва в сраженията при Дедеагач, Кешан, десанта при Шаркьой и други. Отличен е с орден „За храброст“. Бие се в състава на Пети пехотен македонски полк от Единадесета пехотна македонска дивизия на Македонския фронт през Първата световна война. Получава втори орден за храброст. Завършва Скопската Школа за запасни офицери и е произведен като офицерски кандидат. Сражава се на Румънския фронт, а след примирето попада в плен, но успява да избяга.
След войната му признават годините на фронта за студентски и той завършва с държавен изпит. В 1920 година е библиотекар в Народната библиотека. От 1921 година е учител по литература в Първа мъжка гимназия в София. Специализира във Виена и пише поредица от литературни изследвания и критики. Член е на Дружеството на софийските журналисти, на Писателския съюз, на Международния съюз на писателите, на Управителния съвет на Всебългарския съюз „Отец Паисий“, на Българския ПЕН клуб. Изпратен е да следва немска филология във Виена.
В 1923 година оглавява чета на ВМРО в Западна Македония. След завръщането си е начело на литературния отдел на вестник „Слово“. От 1926 е редактор, а от 1928 година е главен редактор на вестник „Македония“. При обсъждането на кандидатурата му в Централния комитет на ВМРО е повдигнат въпросът дали е редно немакедонец да заеме този пост, но Пундев е защитен от Иван Михайлов:
| „ | Що се отнася до въпроса дали Васил Пундев ще бъде удобен да дойде в редакцията на в. „Македония“, понеже не е македонец, нека ви заявя тук най-чистосърдечно, че ако се касае за това, кой е направил повече за Македония – дали аз, оладжак член на ЦК, или Васил Пундев, – заявявам, че той е направил повече, защото до настоящия момент аз не съм влизал още в Македония, а Васил Пундев отиде с пушка в ръка като обикновен четник. Нека посмее някой да повдигне тоя въпрос и аз ще му отговоря лично. | “ |

От 1927 година Пундев участва в редактирането на списание „Българска реч“, а от 1928 – на вестник „Литературни новини“. Пише в списанията „Демократически преглед“, „Обществена обнова“ (1919 – 1920), „Златорог“, „Съвременник“, „Отец Паисий“, във вестник „Литературен глас“ и други.
- Лична карта на Васил Пундев, 1921 година
- Журналистическа карта на Васил Пундев от „Слово“, 1926 година
- Визитни картички на Васил Пундев

### Във ВМРО (протогеровисти)
След убийството на генерал Александър Протогеров в 1928 година Васил Пундев, заедно с директора Георги Кулишев и редактора Никола Джеров в знак на протест напускат редакцията на вестник „Македония“, като издават прощален дублиращ брой № 615. Пундев започва да издава протогеровисткия вестник „Вардар“, който води борба с михайловисткото крило.
Васил Пундев е изпратен от ръководството на ВМРО (Протогеровисти) да преговаря с Йордан Гюрков за възстановяване на отношенията между двете фракции. Вместо това, на 4 март 1930 година Пундев е застрелян от упор, заедно с телохранителя си Стоян Димитров, в градинката до Народното събрание в София от Димитър Медаров и Никола Стаменков, като жертвата им е посочена от репортера на вестник „Македония“ Страхил Топуков. На 22 март 83 учени, художници, писатели, артисти и композитори подписват протестен Апел, в който изказват възмущението си от убийствата по софийските улици. На погребението на Пундев надгробни слова изказват Тодор Влайков, Асен Златаров и други.
Петър Шанданов пише в спомените си следното:
| „ | С това убийство Иван Михайлов издълба между нас и него още по-непреходима пропаст. Почти всички ние решихме, че нямаме право на живот, след като загина в защита на правдата и истината най-безкористният борец в македонското освободително движение – Васил Пундев. | “ |

Убийството на Васил Пундев е първият случай, при който обвиняеми за престъплението са не само тримата преки извършители, но и ръководителят на ВМРО Иван Михайлов като подбудител на атентата. Съдът отхвърля законността на смъртните присъди, издавани от ВМРО, като Медаров и Стаменков са осъдени на по 15 години затвор, а Топуков и Михайлов са оправдани.
Седем месеца след убийството във вестник „Македония“ излиза декларация, в която се казва:
| „ | На 4 март т.г. ВМРО наказа не гражданина и български публицист В. Пундев, а престъпника пред македоноосвободителното дело Пундев... | “ |

На 5 септември 1932 година член на ВМРО убива публициста д-р Михаил Пундев, брат на Васил Пундев.
Пундев изследва възрожденската и следосвобожденската литература – в 1925 година издава „Първи български стихотворци“, в 1929 – „Гръцко-български литературни сравнения“, в 1927 година първата, а в 1930 година втората част на „Периодически печат преди Освобождението“. Негов личен архивен фонд се съхранява в Държавна агенция „Архиви“.
Синът на Васил Пундев, Марин Пундев, е изтъкнат професор по история в САЩ, преподавал в Калифорнийския университет и автор на исторически трудове.

## Родословие
|  |  |  |  |  |  |  |  |  |  |  |  |  |  |  |  |  |  |  |  |                              |                              |                              |                              |                              |                              |  |  | Марин Пундев (1862 – ?)            | Марин Пундев (1862 – ?)            | Марин Пундев (1862 – ?)            | Марин Пундев (1862 – ?)            | Марин Пундев (1862 – ?)            | Марин Пундев (1862 – ?)            |  |  | Александра Васильова       | Александра Васильова       | Александра Васильова       | Александра Васильова       | Александра Васильова       | Александра Васильова       |  |  |  |  |  |  |  |  |  |  |  |  |  |  |  |  |  |  |  |  |  |  |  |  |  |  |  |  |
|  |  |  |  |  |  |  |  |  |  |  |  |  |  |  |  |  |  |  |  |                              |                              |                              |                              |                              |                              |  |  | Марин Пундев (1862 – ?)            | Марин Пундев (1862 – ?)            | Марин Пундев (1862 – ?)            | Марин Пундев (1862 – ?)            | Марин Пундев (1862 – ?)            | Марин Пундев (1862 – ?)            |  |  | Александра Васильова       | Александра Васильова       | Александра Васильова       | Александра Васильова       | Александра Васильова       | Александра Васильова       |  |  |  |  |  |  |  |  |  |  |  |  |  |  |  |  |  |  |  |  |  |  |  |  |  |  |  |  |
|  |  |  |  |  |  |  |  |  |  |  |  |  |  |  |  |  |  |  |  |                              |                              |                              |                              |                              |                              |  |  |                                    |                                    |                                    |                                    |                                    |                                    |  |  |                            |                            |                            |                            |                            |                            |  |  |  |  |  |  |  |  |  |  |  |  |  |  |  |  |  |  |  |  |  |  |  |  |  |  |  |  |
|  |  |  |  |  |  |  |  |  |  |  |  |  |  |  |  |  |  |  |  |                              |                              |                              |                              |                              |                              |  |  |                                    |                                    |                                    |                                    |                                    |                                    |  |  |                            |                            |                            |                            |                            |                            |  |  |  |  |  |  |  |  |  |  |  |  |  |  |  |  |  |  |  |  |  |  |  |  |  |  |  |  |
|  |  |  |  |  |  |  |  |  |  |  |  |  |  |  |  |  |  |  |  |                              |                              |                              |                              |                              |                              |  |  | Михаил Пундев (1887 – 1932)        | Михаил Пундев (1887 – 1932)        | Михаил Пундев (1887 – 1932)        | Михаил Пундев (1887 – 1932)        | Михаил Пундев (1887 – 1932)        | Михаил Пундев (1887 – 1932)        |  |  | Васил Пундев (1892 – 1930) | Васил Пундев (1892 – 1930) | Васил Пундев (1892 – 1930) | Васил Пундев (1892 – 1930) | Васил Пундев (1892 – 1930) | Васил Пундев (1892 – 1930) |  |  |  |  |  |  |  |  |  |  |  |  |  |  |  |  |  |  |  |  |  |  |  |  |  |  |  |  |
|  |  |  |  |  |  |  |  |  |  |  |  |  |  |  |  |  |  |  |  |                              |                              |                              |                              |                              |                              |  |  | Михаил Пундев (1887 – 1932)        | Михаил Пундев (1887 – 1932)        | Михаил Пундев (1887 – 1932)        | Михаил Пундев (1887 – 1932)        | Михаил Пундев (1887 – 1932)        | Михаил Пундев (1887 – 1932)        |  |  | Васил Пундев (1892 – 1930) | Васил Пундев (1892 – 1930) | Васил Пундев (1892 – 1930) | Васил Пундев (1892 – 1930) | Васил Пундев (1892 – 1930) | Васил Пундев (1892 – 1930) |  |  |  |  |  |  |  |  |  |  |  |  |  |  |  |  |  |  |  |  |  |  |  |  |  |  |  |  |
|  |  |  |  |  |  |  |  |  |  |  |  |  |  |  |  |  |  |  |  | Петко Войников (1911 – 1944) | Петко Войников (1911 – 1944) | Петко Войников (1911 – 1944) | Петко Войников (1911 – 1944) | Петко Войников (1911 – 1944) | Петко Войников (1911 – 1944) |  |  | Александра Войникова (1914 – 1944) | Александра Войникова (1914 – 1944) | Александра Войникова (1914 – 1944) | Александра Войникова (1914 – 1944) | Александра Войникова (1914 – 1944) | Александра Войникова (1914 – 1944) |  |  | Марин Пундев (1921 – 2005) | Марин Пундев (1921 – 2005) | Марин Пундев (1921 – 2005) | Марин Пундев (1921 – 2005) | Марин Пундев (1921 – 2005) | Марин Пундев (1921 – 2005) |  |  |  |  |  |  |  |  |  |  |  |  |  |  |  |  |  |  |  |  |  |  |  |  |  |  |  |  |
|  |  |  |  |  |  |  |  |  |  |  |  |  |  |  |  |  |  |  |  | Петко Войников (1911 – 1944) | Петко Войников (1911 – 1944) | Петко Войников (1911 – 1944) | Петко Войников (1911 – 1944) | Петко Войников (1911 – 1944) | Петко Войников (1911 – 1944) |  |  | Александра Войникова (1914 – 1944) | Александра Войникова (1914 – 1944) | Александра Войникова (1914 – 1944) | Александра Войникова (1914 – 1944) | Александра Войникова (1914 – 1944) | Александра Войникова (1914 – 1944) |  |  | Марин Пундев (1921 – 2005) | Марин Пундев (1921 – 2005) | Марин Пундев (1921 – 2005) | Марин Пундев (1921 – 2005) | Марин Пундев (1921 – 2005) | Марин Пундев (1921 – 2005) |  |  |  |  |  |  |  |  |  |  |  |  |  |  |  |  |  |  |  |  |  |  |  |  |  |  |  |  |